# Louti
Louti (egyszerűsített kínai írással: 娄底市, pinjin: Lóudǐ) prefektúra szintű város Kínában, Hunan tartományban. Lakosainak száma 3 826 996 fő (2020).

## Népesség
| 2018 | 3 931 800 |
| 2020 | 3 826 996 |